# رود ینی‌سئی
ینی‌سِی (به روسی: Енисе́й) یا ینی‌سئی رودی در آسیاست که از شمال مغولستان سرچشمه می‌گیرد با گذر از سیبری (در روسیه) به اقیانوس منجمد شمالی می‌ریزد. ینی‌سئی، با طول ۵۵۳۸ کیلومتر، پنجمین رود جهان از نظر درازی است. آب ینی‌سی از دو شاخهٔ اصلی می‌آید که شاخهٔ غربی (معروف به ینی‌سئی بزرگ یا بیی‌خِم) از شرق کوه‌های سایان سرچشمه می‌گیرد شاخهٔ شرقی (معروف به ینی‌سئی کوچک یا کائاخِم) از درهٔ دارخاد در شمال مغولستان می‌آید.

## کتیبه‌های ینی سئی
کتیبه‌های ترکی ینی سئی به سال ۱۷۲۱ در زمان پطر کبیر در نواحی اطراف رود ینی سئی کشف شد.این کتیبه‌ها مربوط به امپراتوری گوک‌ترک‌هاست که از قرن ۶ تا ۸ میلادی در آسیای مرکزی حاکمیت داشتند. گرچه تعیین تاریخ دقیق کتابت آن غیرممکن است اما بر اساس جزئیات نگارشی این کتیبه، احتمال می‌رود قبل از کتیبه‌های اورخون پدید آمده باشد و می‌توان آن را متعلق به حدود قرن هفتم میلادی دانست. در متن این کتیبه‌ها اشاره‌ای به تاریخ کتابت آن‌ها نشده‌است، با این همه به استناد منابع چینی، در آن زمان قرقیزها، در ناحیه علیای دره ینی سئی می‌زیسته‌اند بنابراین حکاکی کتیبه‌ها را می‌توان مربوط به آن‌ها دانست.

## نگارخانه

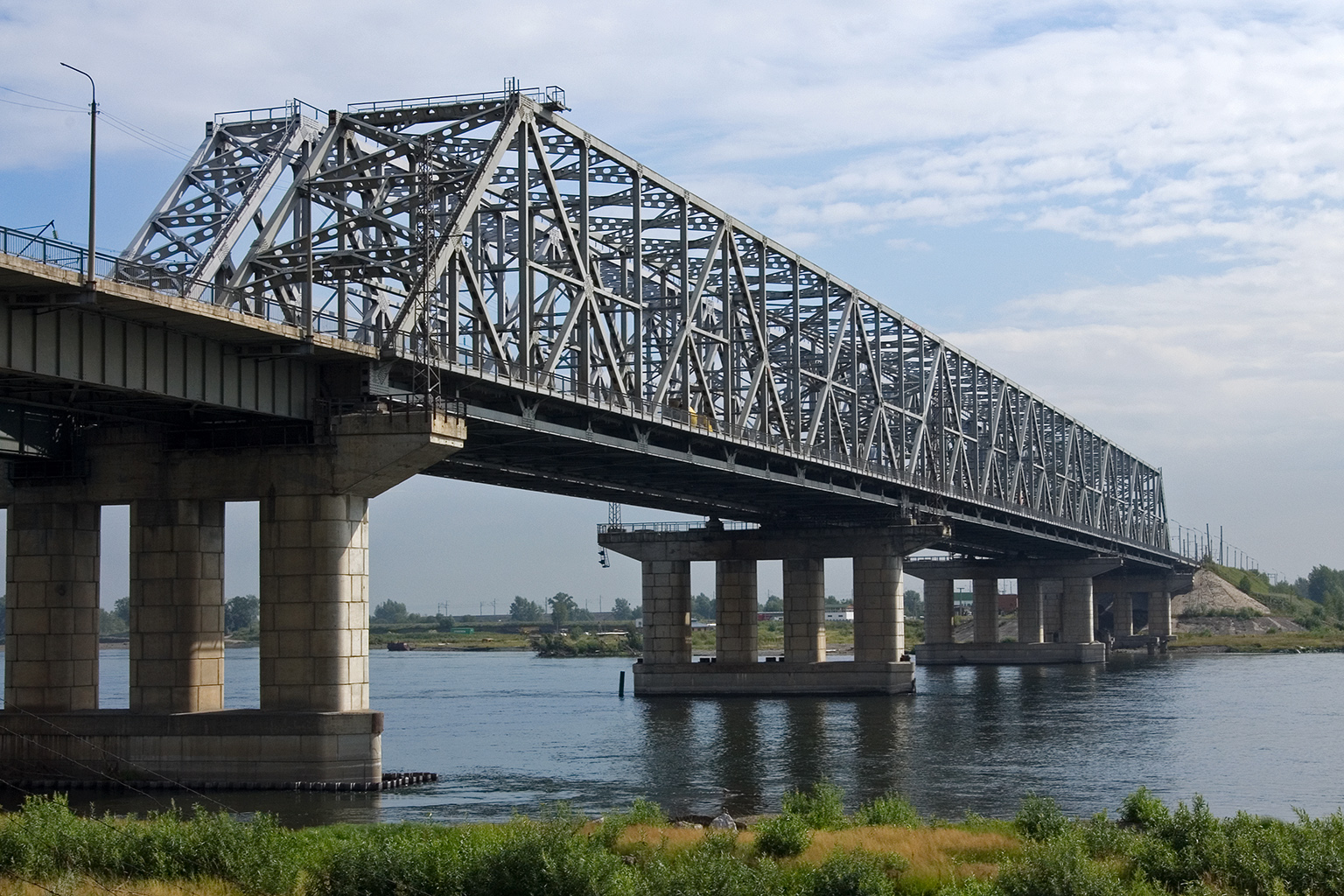
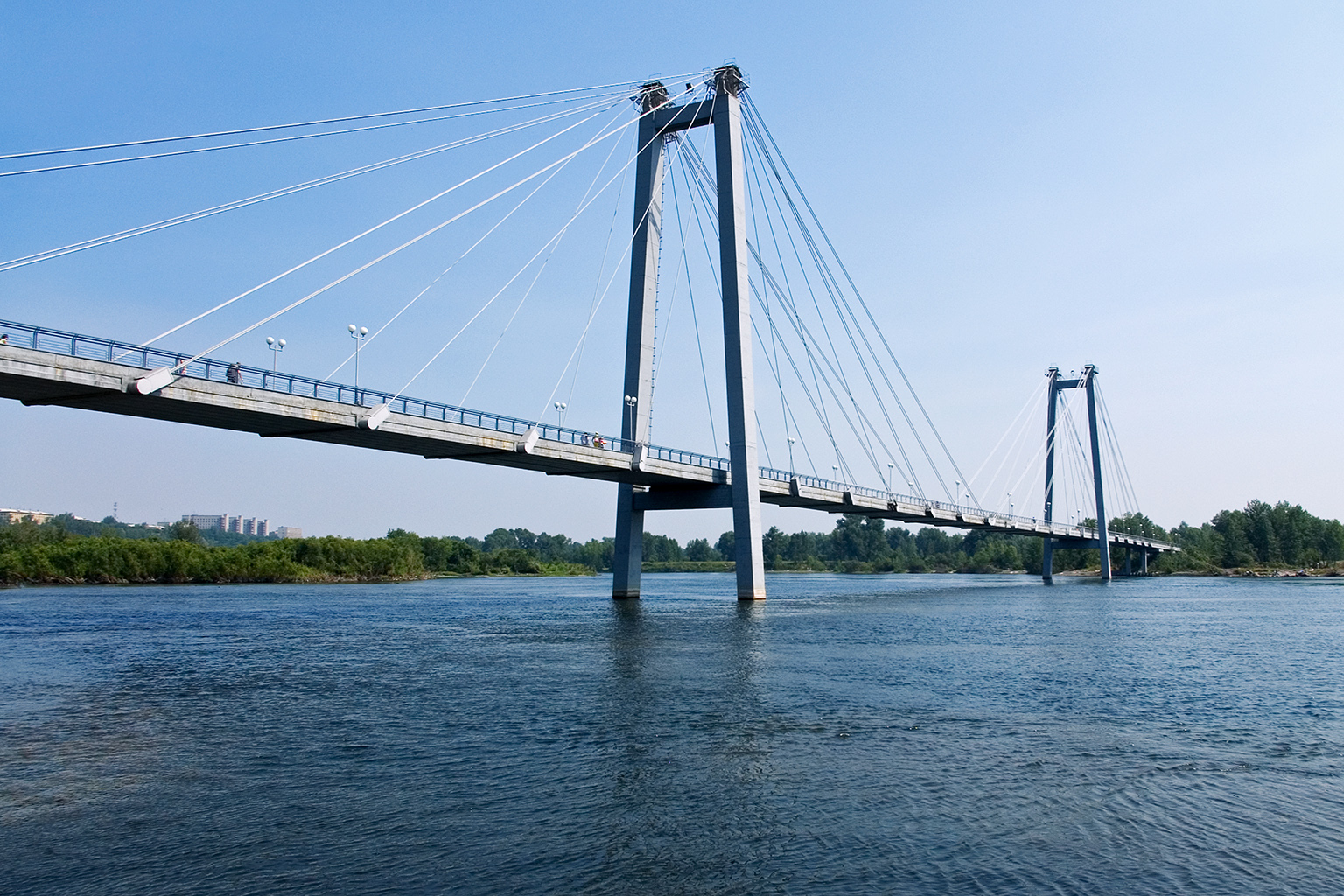
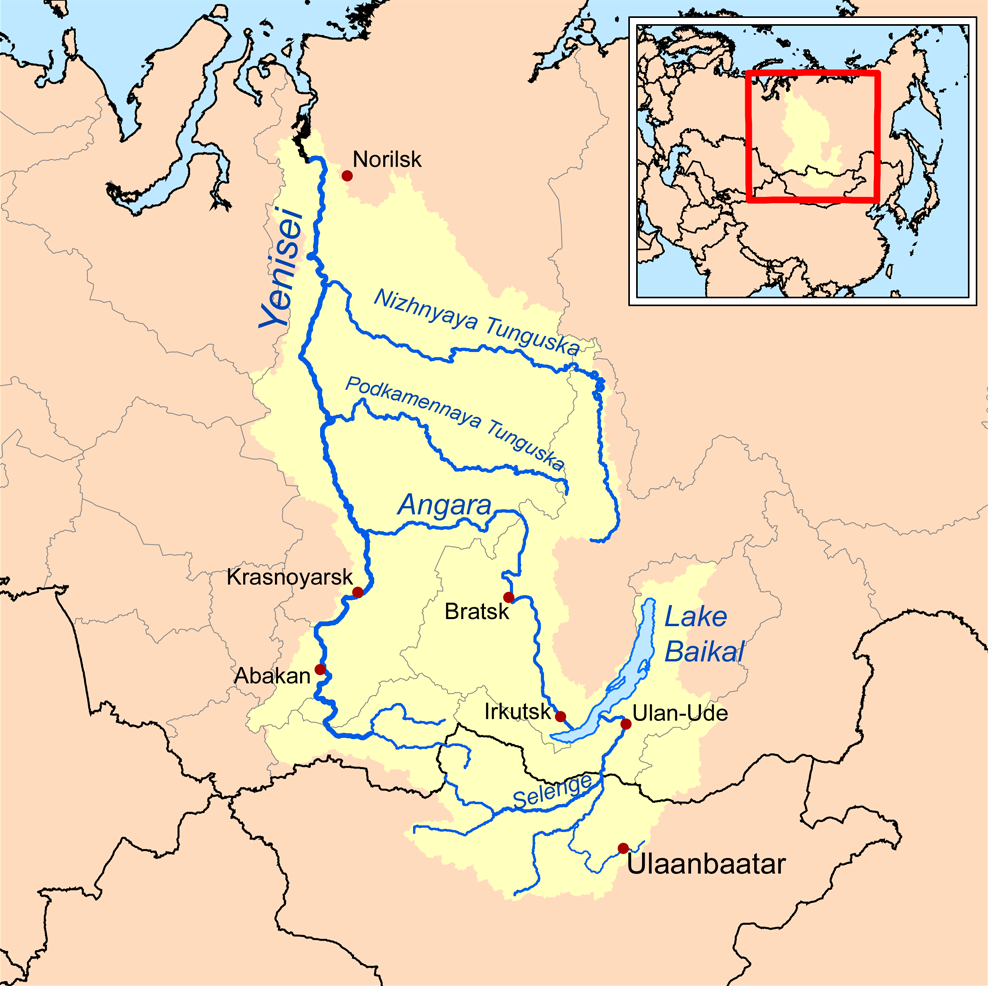